# Lyada
Lyada, Liada, tudi Ladon ali Lada naj bi bil po Janu Długoszu poganski bog poljskih Slovanov, ki ga je  Długosz poistovetil z rimskim Marsom. Lyada naj bi bil božanstvo vodenja in vojne. Urbańczyk domneva, da je bilo njegovo poljsko ime v resnici Ładę, Strszańsky pa ga je leta 1634 imenoval tudi Ladon. Bog Lyada je imel drugačno naravo kot boginja Lada.